# Chaudhry Muhammad Ali
Chaudhry Muhammad Ali (in urdu چوہدری محمد علی; Jalandhar, 15 luglio 1905 – Karachi, 2 dicembre 1980) è stato un politico pakistano.

## Biografia
È stato Primo ministro del Pakistan dall'agosto 1955 al settembre 1956.
Ha ricoperto anche il ruolo di Ministro della difesa nello stesso periodo, mentre dall'ottobre 1951 all'agosto 1955 è stato Ministro delle finanze.